# 東京電力原子力事故により被災した子どもをはじめとする住民等の生活を守り支えるための被災者の生活支援等に関する施策の推進に関する法律
東京電力原子力事故により被災した子どもをはじめとする住民等の生活を守り支えるための被災者の生活支援等に関する施策の推進に関する法律（とうきょうでんりょくげんしりょくじこによりひさいしたこどもをはじめとするじゅうみんなどのせいかつをまもりささえるためのひさいしゃのせいかつしえんなどにかんするせいさくのすいしんにかんするほうりつ、平成24年6月27日法律第48号）は、東京電力原子力事故による被災住民等の生活支援に関する法律である。略称は、原発事故子ども・被災者支援法、原子力事故子ども・被災者生活支援法、子ども・被災者支援法、原子力事故被災者支援法などと呼ばれる。
同法は、理念法ともプログラム法とも言われ、国が具体的な基本方針を定めることとなっている。
同法の施策には、原子力損害の賠償に関する法律、被災者生活再建支援法など従来の法令では対応できない原子力事故に対する国の責任および施策を期待されている。

## 目的
本法律は、2011年3月11日に発生した東北地方太平洋沖地震に伴う東京電力株式会社福島第一原子力発電所の事故（以下「東京電力原子力事故」という。）の被災者、特に子どもに配慮して行う生活支援等に関する施策の基本事項を定めることにより、被災者生活支援等施策を推進し、被災者の不安の解消および安定した生活の実現に寄与することを目的とする。 

### 成立の背景
本法律は、2011年3月11日に発生した東日本大震災に伴う東京電力原子力事故をきっかけに制定された超党派（子ども・被災者支援法議員連盟が中心となった。）による議員立法である。2012年6月21日衆議院本会議で可決成立し、6月27日から施行された。

## 制度の概要
- 被災者生活支援等施策の基本理念（第2条）
  1. 正確な情報の提供
  2. 被災者自らの意思による居住、移動、帰還の選択の支援
  3. 放射線被ばく不安の早期解消努力
  4. 被災者に対するいわれなき差別がないよう配慮
  5. 子ども（胎児含む）および妊婦に対する特別の配慮
  6. 放射線影響の長期間にわたる確実な継続支援

- 国の責務（第3条）
  - 原子力災害から国民の生命、身体および財産を保護すべき責任
  - 原子力政策を推進してきたことに伴う社会的な責任
  - 被災者生活支援等施策を総合的に策定し、および実施する責務

- 法制上の措置等（第4条） 
被災者生活支援等施策を実施するため必要な法制上又は財政上の措置その他の措置

- 基本方針（第5条） 
  1. 被災者生活支援等施策の推進に関する基本的方向
  2. 第八条第一項の支援対象地域に関する事項
  3. 被災者生活支援等施策に関する基本的な事項（被災者生活支援等施策の推進に関し必要な計画に関する事項を含む。）
  4. 前三号に掲げるもののほか、被災者生活支援等施策の推進に関する重要事項

### 動向および課題
同法の基本方針は復興庁で定めるが、放射線調査は文部科学省、除染・健康管理は環境省、住居確保・移動支援は国土交通省、就労支援は厚生労働省と主務官庁が様々な省庁に跨るため、同法の基本方針は、やっと2013年10月に策定された。
したがって、それまでの間は、具体的な施策が実施されなくとも、本法律の精神を生かし、従来の法令・施策の基本法として活用するようにという声もあった。
例えば、2013年4月10日浪江町長は根本匠復興大臣および佐藤雄平福島県知事に対し「東日本大震災に起因する原発事故による長期避難世帯を被災者生活再建支援法の長期避難世帯と認めるよう求める要望書」等を提出したが、そのなかで子ども・被災者支援法の趣旨を踏まえ被災者生活再建支援法を適用するよう求めている。